# Villa Charlott (Bad Reichenhall)
Die Villa Charlott ist eine Villa und ehemalige Kurpension in der Maximilianstraße in Bad Reichenhall.
Die Villa Charlott steht unter Denkmalschutz und ist unter der Nummer D-1-72-114-234 in die Bayerische Denkmalliste eingetragen.

## Geschichte
Die Villa Charlott entstand zur Blütezeit des Kurbetriebs in Bad Reichenhall um die Jahrhundertwende. Damals wurden Dutzende Hotels, Kurpensionen und Fremdenheime gebaut, um die Kurgäste und Sommerfrischler unterzubringen. Heute werden Gebäude dieser Art kaum noch für touristische Zwecke genutzt, auch die Villa Charlott ist inzwischen ein normales Wohnhaus.

## Beschreibung
Die Villa Charlott ist ein „malerisch gruppierter Bau“ in Ecklage. Das Haus hat zwei Geschosse über einem hohen Sockel, einen polygonalen Erkerturm, Quergiebelrisaliten mit vorkragenden Schopfwalmdächern, barockisierende Putzgliederung und reich verzierte hölzerne Balkonbrüstungen. Das von Curt Kleditsch entworfene Gebäude wurde 1904 erbaut.

## Lage
Die Villa Charlott befindet sich an der nordwestlichen Ecke eines kleinen Platzes, den die Straßenkreuzung Maximilian- und Weißstraße in Bad Reichenhall bilden. Auf der anderen Seite der Maximilianstraße befindet sich eine weitere, denkmalgeschützte Villa, auf der anderen Seite des Platzes die Villa Laxenburg.